# Tohouè
Tohouè è un arrondissement del Benin situato nella città di Sèmè-Kpodji (dipartimento di Ouémé) con 20.205 abitanti (dato 2006).